# Dolichoderus abruptus
Dolichoderus abruptus är en myrart som först beskrevs av Smith 1858.  Dolichoderus abruptus ingår i släktet Dolichoderus och familjen myror. Inga underarter finns listade i Catalogue of Life.